# Torrperiod

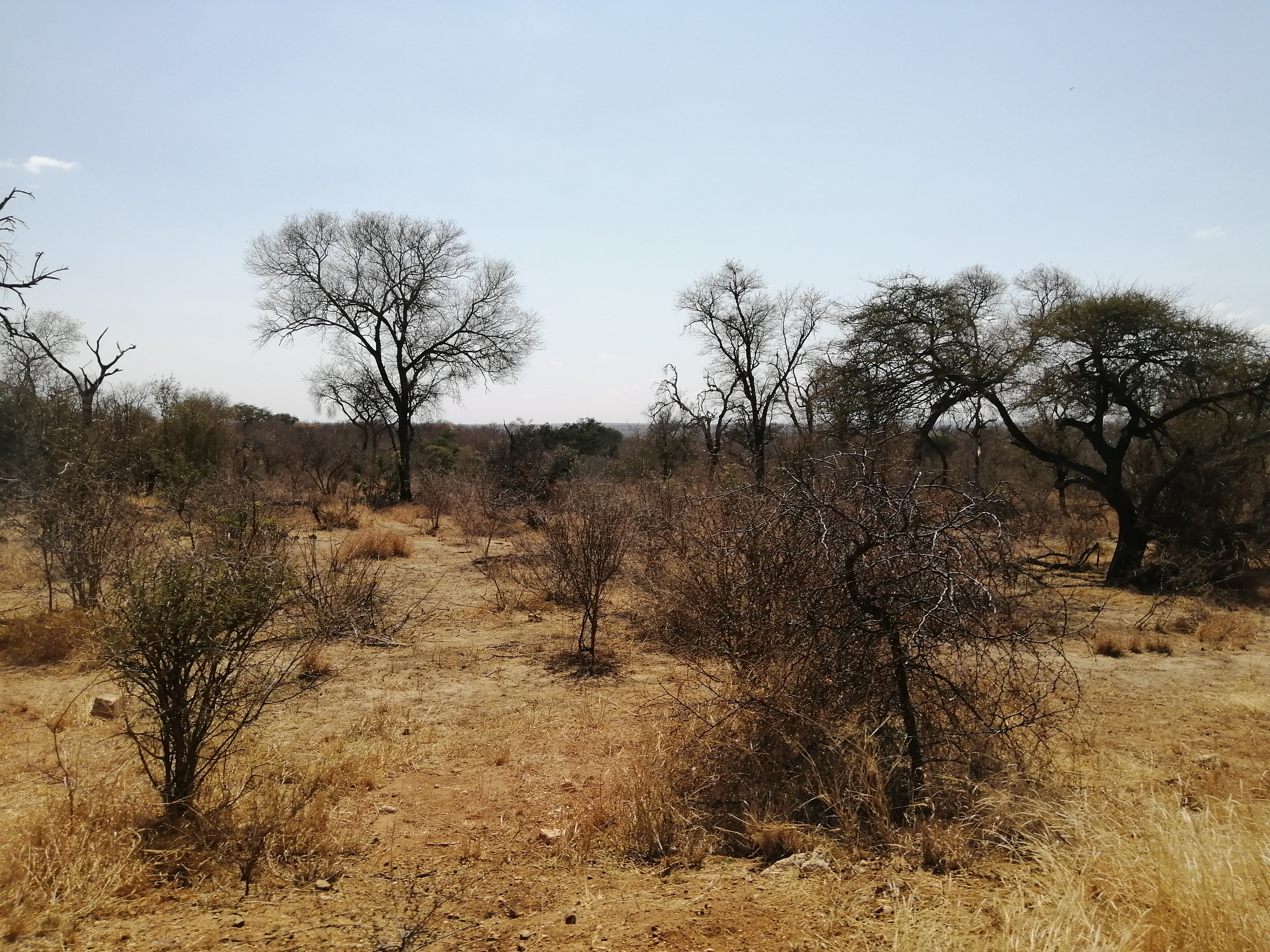
Torrperiod i Botswana.

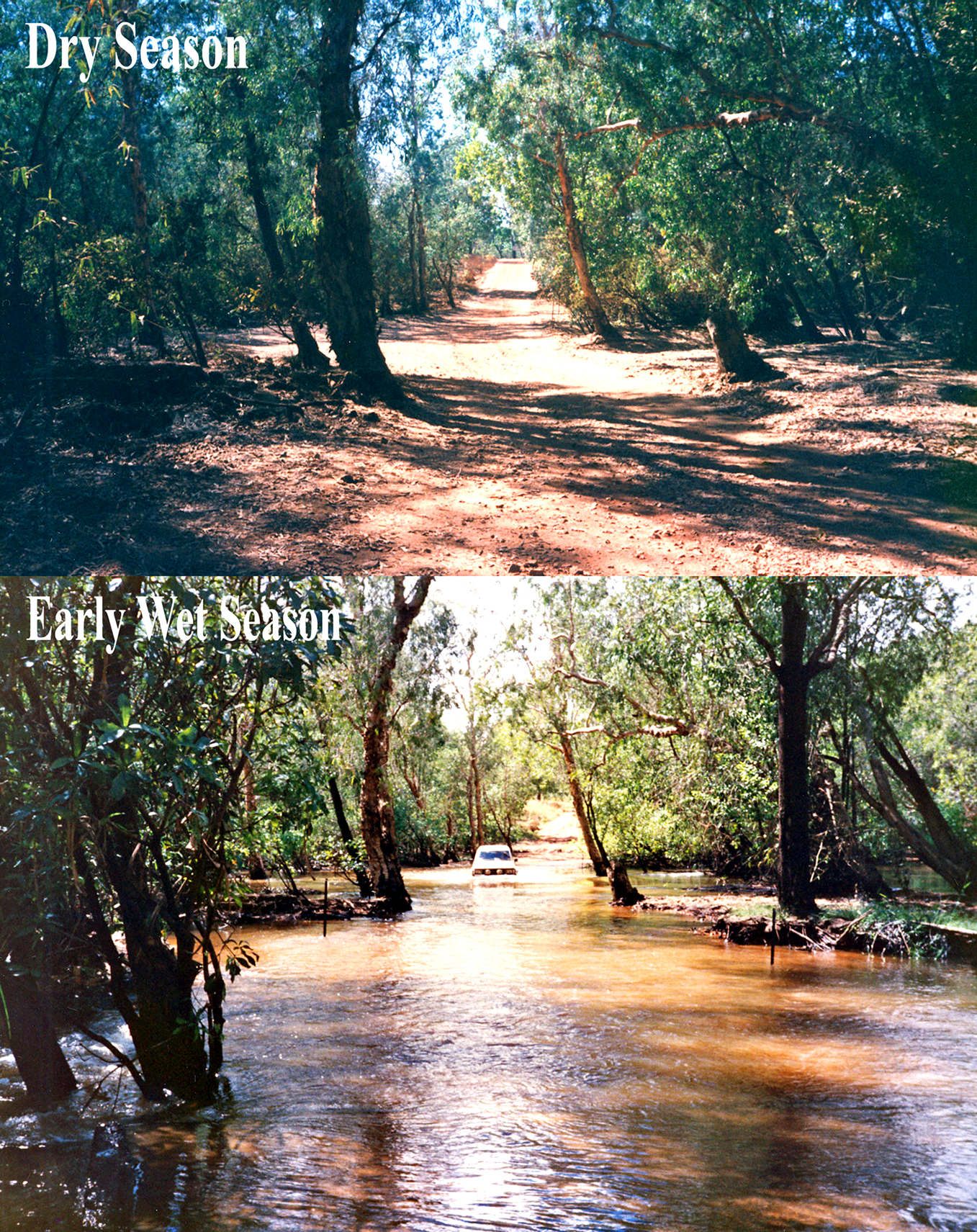
Finnis river i norra Australien under torrperioden (övre bilden) och tidig regnperiod (nedre bilden).

Torrperiod, torkperiod eller torrtid är en sammanhängande period när det inte faller någon mätbar nederbörd. Orden syftar även på den torra årstiden i områden med tropiskt eller subtropiskt klimat, alltså när nederbörden är markant mindre än avdunstningen. Detta gäller områden närmast ekvatorn. När det under en period kommer mindre nederbörd än normalt eller ingen alls talas ibland även om torka.

## Sverige
Den längsta dokumenterade torrperioden i Sverige är 65 dygn, och inföll i närheten av Skövde den 22 mars till 25 maj 1974.